# Moabosaurus
Moabosaurus („ještěr od města Moab“) byl rod středně velkého sauropodního dinosaura ze skupiny Titanosauriformes, který žil v období spodní křídy (geologický věk rané křídy apt), asi před 125 miliony let, na území dnešního Utahu v USA (geologické souvrství Cedar Mountain).

## Popis
Moabosaurus byl robustní dlouhokrký býložravec, spadající patrně do skupiny Turiasauria. Objeveno bylo celkem 5500 fosilií z asi 18 jedinců tohoto dinosaura v lokalitě zvané Dalton Wells Quarry. Ve stejné lokalitě byly dále objeveny například i dinosauří rody Venenosaurus, Nedcolbertia, Gastonia nebo Utahraptor, kromě toho také fosilie ptakoještěrů, krokodýlů, želv a dalších plazů.

Fosilní zub moabosaura z vnitřní strany

## Zařazení
Blízkým příbuzným tohoto rodu titanosauriforma z kladu Turiasauria byl například větší evropský druh Turiasaurus riodevensis, známý ze svrchní jury Španělska. Sesterským druhem pak byl Mierasaurus bobyoungi.